# Linux Foundation
La Linux Foundation (LF) è un'organizzazione no-profit che sostiene lo sviluppo del kernel Linux, elaborando anche un insieme di standard al fine di uniformare le caratteristiche dei vari sistemi operativi Linux (Linux Standard Base).

## Storia
Fu ufficialmente annunciata il 21 gennaio del 2007 come fusione dell'Open Source Development Labs (OSDL) e della Free Standards Group. L'organizzazione si propone di "accelerare la crescita di Linux fornendo un esauriente insieme di servizi per competere efficacemente con le piattaforme closed source".

## L'OpenPrinting workgroup

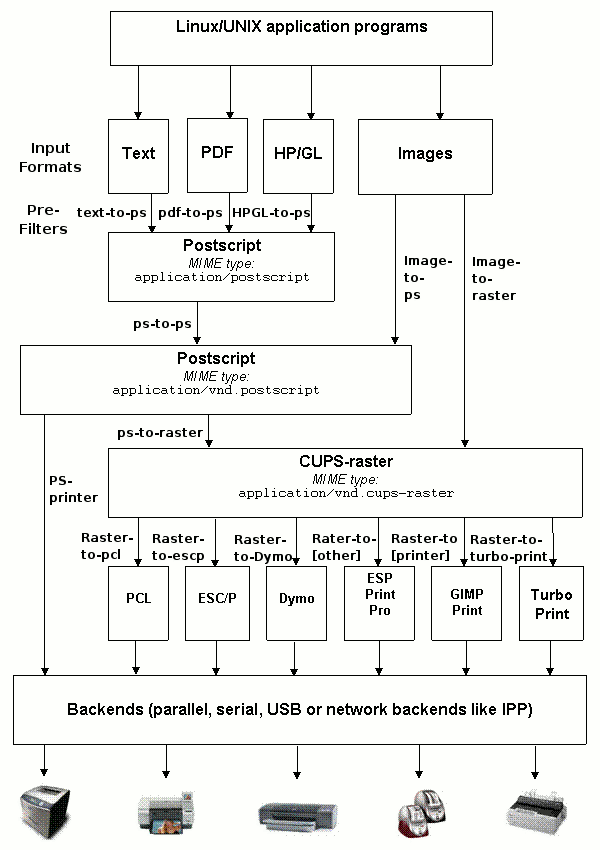
Architettura di stampa Linux, senza lo spooler.

L'OpenPrinting workgroup è un sito web, appartenente alla Linux Foundation e facente parte del Free Standards Group dal 2006, che forniva documentazione e supporto per stampare in Linux. In precedenza aveva un nome diverso: LinuxPrinting.org
OpenPrinting sviluppa un database che elenca un'ampia varietà di stampanti di diversi produttori. Il database consente a qualsiasi utente di fornire un resoconto sul supporto e la qualità di ogni modello di stampante, e stilare anche un rapporto sul supporto dato a Linux da ogni azienda produttrice di stampanti. L'OpenPrinting workgroup ha anche creato uno script, foomatic (precedentemente cupsomatic), che viene usato assieme a Common Unix Printing System (CUPS).

## Progetti
- AllJoyn
- Automotive Grade Linux
  - AGL technology
- Carrier Grade Linux
- Cloud Foundry
- Cloud Native Computing Foundation
  - Kubernetes
  - CNI
  - Containerd
  - CoreDNS
  - Envoy
  - Fluentd
  - gRPC
  - Jaeger
  - Linkerd
  - OpenTracing
  - Prometheus
  - rkt
  - The Update Framework
- CHAOSS
- Code Aurora Forum
- CORD
- Core Embedded Linux Project
- Core Infrastructure Initiative
- DiaMon Workgroup
- DPDK
- Dronecode
- EdgeX Foundry
- FD.io
- FOSSology
- FRRouting
- Hyperledger
- IO Visor
- IoTivity
- JanusGraph
- Kinetic Open Storage Project
- JS Foundation
- Let's Encrypt
- Linux Standard Base
- Long Term Support Initiative
- Node.js Foundation
- ODPi
- ONOS
- Open API Initiative (OAI)
- OpenChain
- Open Container Initiative
- OpenDaylight
- Open Mainframe Project
- OpenMAMA
- OpenMessaging
- OpenPrinting
- OpenSDS
- Open vSwitch
- ONAP
- OPNFV
- PNDA
- R Consortium
- Real-Time Linux
- RethinkDB
- SPDX
- SNAS.io
- Tizen
- TODO
- Xen Project
- Yocto Project
- Zephyr Project